# Doris Quarmby
Doris Quarmby (* 21. Dezember 1919 in Leeds, England als Doris Storey; † 21. Oktober 2005 in Wakefield, England) war eine britische Schwimmerin.
Doris Quarmby war gelernte Maschinistin. Im Alter von 17 Jahren nahm sie an den Olympischen Spielen 1936 in Berlin teil. Im Wettkampf über 200 Meter Brust wurde sie Sechste.
Bei den British Empire Games 1938 in Sydney hingegen war sie erfolgreicher. Mit der englischen 3-mal-110-Yards-Staffel und über 200 Meter Brust konnte sie die Goldmedaille gewinnen. Auch bei den Schwimmeuropameisterschaften 1938 in London konnte sie über 200 Meter Brust die Silbermedaille gewinnen.
Ihre Teilnahme an den Olympischen Spielen 1948 hingegen wurde trotz erfolgreicher Qualifikation abgelehnt, da das Sportgericht der Auffassung war, dass die Schwimmerin familiäre Verpflichtungen gegenüber ihrem Ehemann und ihrem zweijährigen Sohn gehabt hätte. Nach ihrer Schwimmkarriere betrieb sie mit ihrem Ehemann einen Fish and Chips Imbiss.